# 山腳公園
苑裡山腳公園是位於苗栗縣苑裡鎮的一座公園，
位置在苑裡鎮山腳里15鄰—18鄰之鞍裏路，山腳古地名為後壁山，
此處早年為道卡斯族日北社一處聚落。苑裡山腳生態公園將延伸至十八甲之鎮有地為發展區域，建設綠色生態廊道。緊臨的第七公墓已禁葬多年有機會全區改建成櫻花公園。苑裡雖然不到處如其名，然而此丘卻不失做為花園城鎮的景觀與地理中心。2020年 內政部營建署補助約700萬元辦理「苑裡鎮錦山遊憩再生工程」，分2區進行，在山腳公園建置滑梯、鞦韆、植草皮。

## 苗栗產業故事
彎麗磚瓦文化館

## 公園周邊景點
- 苑裡鎮山腳國小日治後期宿舍群
- 藺草文化館
- 山腳蔡家古厝
- 山腳社區農村工藝生活館
- 慈護宮
- 錦山公園
- 苑裡稻田彩繪

## 公園過往景緻

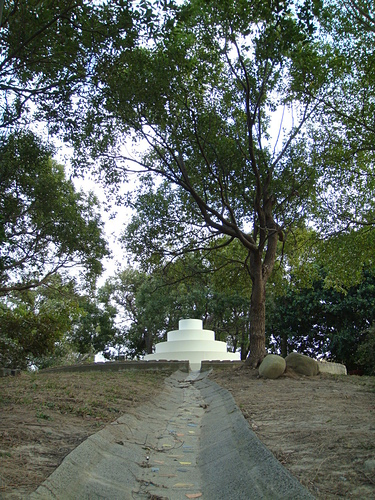
苑裡山腳公園蛋糕噴泉
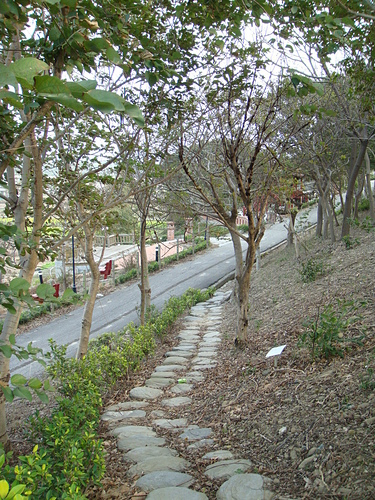
苑裡山腳公園